# Anna Ancher - kunsten at fange en solstråle
Anna Ancher - kunsten at fange en solstråle er en dansk portrætfilm fra 2020 instrueret af Thomas Roger Henrichsen efter eget manuskript.

## Handling
Hvordan kunne en ung pige i 1870'erne vokse op i det yderste Danmark og udvikle sig til en af vores største kunstmalere? Anna Anchers motiver, sollys og farver skiller sig i dag ud fra de andre store skagensmalere. Hun kunne se noget, de andre ikke kunne. Og det forfulgte hun livet igennem.

## Medvirkende
- Rikke Westi
- Magnus Bruun
- Jens Zacho Boye
- Peter Hald
- Kalle Perlmutter
- Sune Schmidt-Madsen